# Joachim Gotthard Reimers

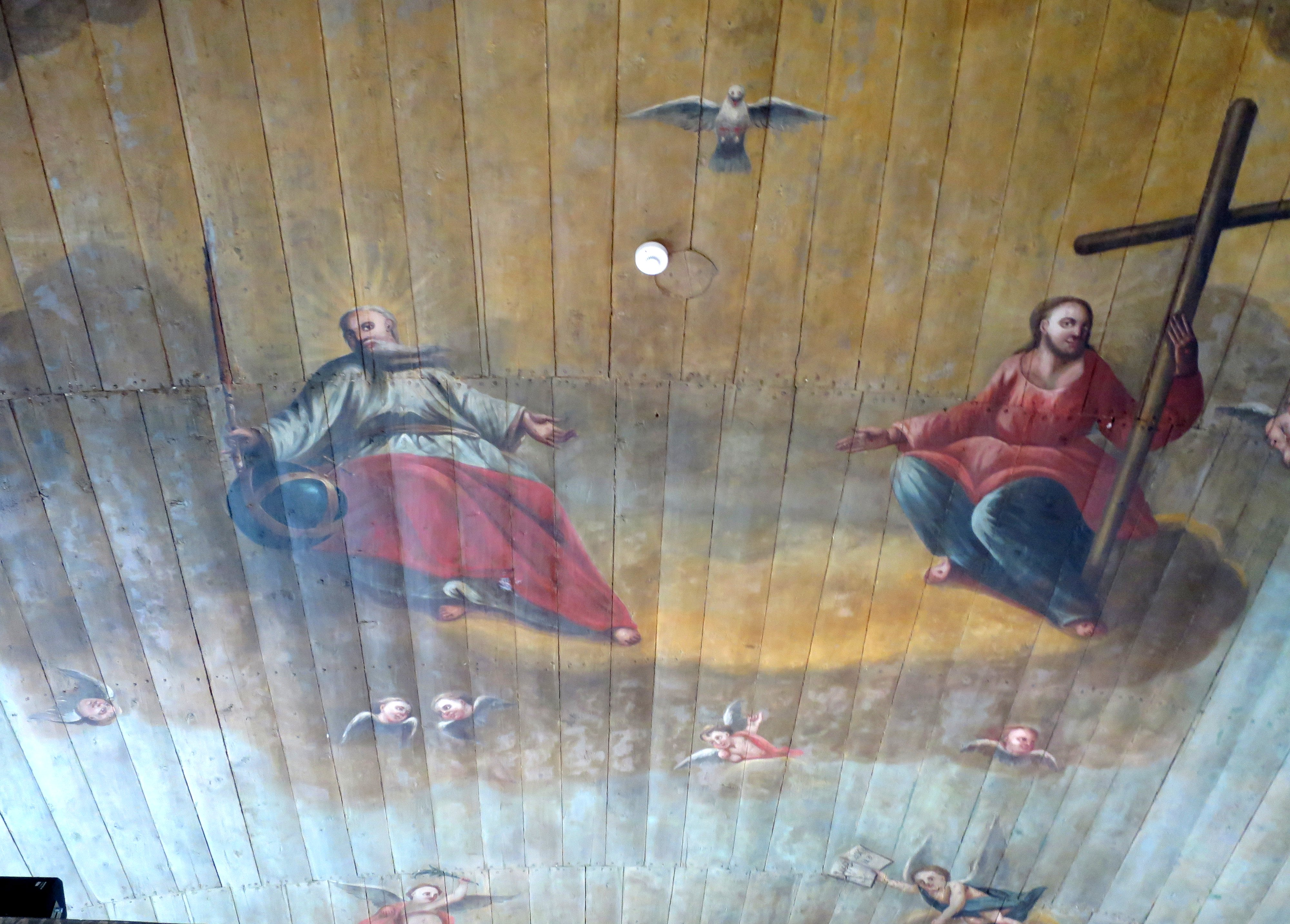
Takmålning i Fiskebäckskils kyrka, utförd av Reimers.

Joachim Gotthard Reimers även Reimer och Rimers, född omkring 1739 troligen i Tyskland, död 30 januari 1814 i Göteborg, var en tysk-svensk målarmästare och kyrkomålare.

## Biografi
Reimers var gift första gången från 1775 med Brita Sofia Flybach och andra gången från 1783 med Anna Sahlgren. Reimers ansökte 1773 om att bli förklarad mästare vid Göteborgs Målareämbete och bifogade med sin ansökan ett gesällbrev från målarämbetet i Lübeck. Han godkändes efter att han utfört ett Chefer-Stycke som visades upp för rådet i målarämbetet. Han fick burskap som målare i Göteborg 1774 och var ålderman i Göteborgs målarämbete 1785–1788.
Bland hans arbeten märks dekorationsmåleriet i Fiskebäckskils kyrka där han i korvalvet har målat en himmel och på långhusets väggar scener från Gamla och Nya testamentet samt under läktaren kustlandskap med får och fiskare.
Man antar att han var släkt med den i Schleswig-Holstein verksamme kyrkomålaren Joachim B. Reimers.  